# Amblyseius neopascalis
Amblyseius neopascalis är en spindeldjursart som beskrevs av Wu och Ou 200. Amblyseius neopascalis ingår i släktet Amblyseius och familjen Phytoseiidae. Inga underarter finns listade i Catalogue of Life.